# Fundación Pro Vivienda Social

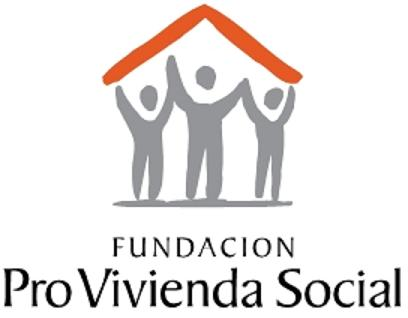

Fundación Pro Vivienda Social (FPVS) ist eine argentinische Nichtregierungsorganisation, die sich die Verbesserung der Wohn- und Lebensbedingungen in einkommensschwachen Gebieten mit starken Armutsproblemen zur Aufgabe gemacht hat. Sie wurde im Jahr 1992 von einer Gruppe von Geschäftsmännern, die sich mit sozialen Werten, Solidarität und sozialer Verantwortung auseinandersetzen, gegründet. Sitz der Non-Profit-Organisation ist in der Provinz Buenos Aires.
Die Vorhaben beschränken sich auf den nordwestlichen Bereich des Großraums Buenos Aires. Derzeit gibt es Projekte in den Bezirken José C. Paz, Malvinas Argentinas, Merlo, Moreno und San Miguel.
Der Bereich zählt etwa 1.650.000 Menschen (Stand 2001), 64 % dieser leben unterhalb der argentinischen Armutsgrenze. Im Allgemeinen mangelt es an städtischer Infrastruktur (Bürgersteige, gepflasterte Straßen, Drainagen) und die Bewohner haben kaum Zugang zu Versorgungseinrichtungen (Gas, Wasser, Strom). Erfahrungen haben gezeigt, dass zwischen dem hohen Maß an Gesundheitsproblemen und den schlechten Lebensbedingungen ein Zusammenhang besteht.
Zwar gibt es eine hohe Nachfrage nach Produkten und Dienstleistungen, doch in der Gegend herrscht ein Mangel an Unternehmen, die Geschäfte tätigen, da Investitionen mit hohen Risiken verbunden sind. Ebenso ist es für die meisten Familien schwer, Kredite an formalen Märkten zu erwerben. Daraus resultiert, dass es für diese Personen kaum möglich ist, ihre Lebensqualität zu verbessern. Die Organisation versucht in diesem Zusammenhang die Diskrepanz zwischen Angebot und Nachfrage in den armen Gebieten zu verbessern. Dies erfolgt anhand transparenter administrativer Instrumente, die die Risiken vermindern. Mikrofinanzierungen ermöglichen der lokalen Bevölkerung den Zugang zu Versorgungs- und Infrastruktur.

## Aktuelle Projekte

### Projekt Mikrokredite „El Solidarios“
Das Mikrokredit Projekt „El Solidario“ gilt Personen mit geringem Einkommen, die aufgrund „zu hoher Risiken“ von dem formalen Kreditmarkt ausgeschlossen wurden. Mikrokredite ermöglichen ihnen eine Verbesserung an ihren Häusern vorzunehmen. Das Projekt besteht darin, Gruppen von Familien ein Darlehen zu vergleichsweise niedrigen Zinsen auszustellen. Dies stärkt das Solidaritätsgefühl zwischen den Familien als auch die Möglichkeit ihren Lebensstandard zu verbessern. Bis heute hat das Solidarios Projekt mehr als 8500 Familien einen Kredit vermittelt und somit zur Verbesserungen an der Infrastruktur und den Lebensbedingungen beigetragen.

### Integraler Gasanschluss

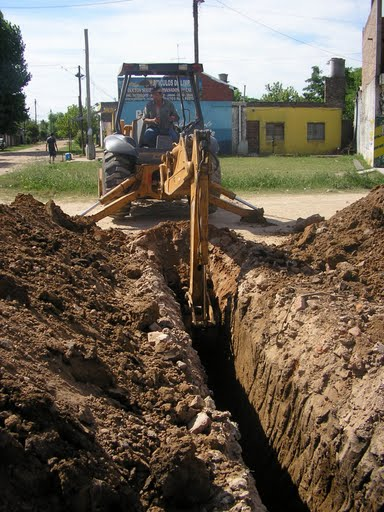

Das Gasprojekt der Organisation wurde als Ergebnis einer im Jahr 1999 durchgeführten Studie über die Grundbedürfnisse der Familien von Moreno, Buenos Aires, entwickelt. Vielen dieser Bewohner fehlt es an einer Gasverbindung und sie sind beim Kochen und Heizen auf Propangaszylinder angewiesen. Der Gebrauch dieser Zylinder ist nicht nur lästig, sondern verursacht auch wesentlich höhere Kosten als ein integraler Gasanschluss.
Seit dem Jahr 2000 arbeitet die Organisation mit den örtlichen kommunalen Vereinigungen zusammen, um die Konstruktion von Gasleitungen anzutreiben. Dies soll durch die Bereitstellung von Darlehen für die Baukosten der Infrastruktur erfolgen. Das Projekt wird durch eine Treuhandschaft von FONCAP und der Weltbank finanziert und von der Organisation Pro Vivienda Social mithilfe der örtlichen Institutionen verwaltet. Die Ausgaben können dann durch die Einsparungen, die der Wechsel des Gassystems generiert, beglichen werden.
Mit einer Investition von 1.720.000 US-Dollar konnte das Projekt 3600 Familien helfen. Dies erfolgte durch die Konstruktion einer 70.000 Meter langen externen Gasleitung sowie einer 2.600 Meter langen hausinternen Verbindung. Der Bau wurde in einem Zeitraum von vier Jahren fertiggestellt. Die Einsparungen die durch die Substitution entstanden betragen das Vierfache der vorherigen Kosten. Somit belaufen sich die jährlichen Ausgaben der Personen anstatt 200 US-Dollar nun auf 45 US-Dollar. Nachdem die Kosten der anfänglichen Investitionen beglichen wurden, machten sich die Auswirkungen der Ersparnisse unmittelbar im Budget der betroffenen Familien bemerkbar. Nach Schätzungen ist das Realeinkommen durch die Rücklagen um sieben Prozent gestiegen. Das Projekt hat auch erhebliche Auswirkungen auf Gesundheit und Wohlbefinden der Beteiligten, da durch die neue Infrastruktur eine Verringerung der Erkrankungen der Atemwege und eine Verbesserung der Qualität von gekochtem Essen erreicht werden konnte.

### Verbesserung von Bad und Küche
Das Projekt Verbesserung von Bädern und Küchen ist das Ergebnis einer Allianz der Organisation FPVS mit Ferrum FV, dem führenden Anbieter von Küchen- und Bäder- ausstattungen. Diese Partnerschaft mit der Privatwirtschaft ist das Modell eines integrativen Unternehmens und dient dazu den armen Gemeinden Materialien und technische Unterstützung zu bieten, die eine Verbesserung der Bäder und Küchen sowie der Waschmöglichkeiten durch einen neuen Wasserzugang ermöglichen.

### Nachbarschaftsobservatorium und die Entwicklung einer Informationsstelle
Die Initiative für die Entwicklung einer Informationsstelle begann im Jahr 2006 mit Hilfe der lokalen Universität Torcuato Di Tella und ermöglichte der Organisation FPVS die Auswirkungen ihrer Projekte auf sozioökonomische Faktoren wie Wohnungsbau, Beruf, Gesundheit, Bildung, Einkommen, Konsum, Ernährung, Sicherheitsmaßnahmen, Soziales und allgemeine Lebensbedingungen zu untersuchen. Die Datenerhebungen helfen die Prioritäten der Bewohner zu erfahren sowie nützliche Informationen über die Gemeinden für den privaten und den öffentlichen Sektor zu generieren. Außerdem können sie der Organisation dazu dienen, erfolgreiche Strategien zu identifizieren, die auch an anderen Orten hilfreich und anwendbar sein könnten.

## Zukünftige Projekte

### Lokale Entwicklung

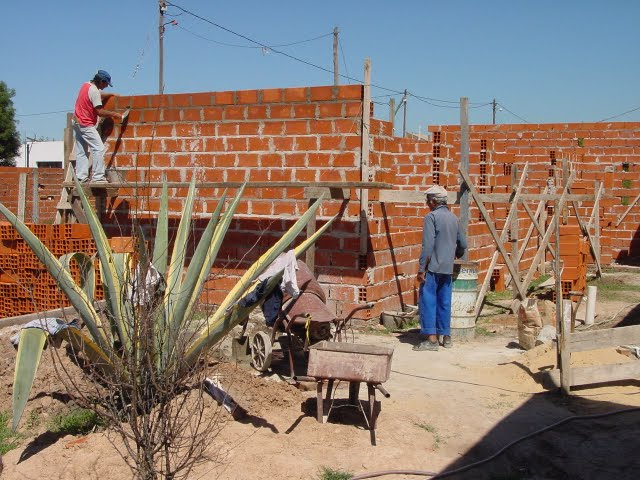

Das Projekt „lokale Entwicklung“ wird im peripheren Gebiet „Cruce Derqui“ im Nordosten der Stadt Buenos Aires umgesetzt. Das primäre Ziel ist es, die Qualität der lokalen Infrastruktur sowie die Verfügbarkeit von öffentlichen Dienstleistungen zu verbessern. Da die demografischen Merkmale denen anderer bedürftigen Gebiete in Buenos Aires ähneln, hofft die Organisation FPVS mit dem Projekt in Cruce Derqui ein lokales Entwicklungsmodell zu schaffen, welches als Vorbild für die Projektentwicklung in anderen Gebieten verwendet werden kann.

### Wassernetzwerk

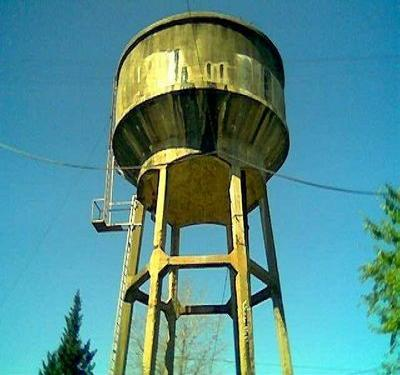

Das Projekt zur Entstehung eines Wassernetzwerkes zielt auf den Mangel an sauberem Trinkwasser und einer angemessenen Abwasserentsorgung in den Gebieten des zweiten Gürtels von Buenos Aires ab. Die Organisation FPVS plant die Ausweitung und Verbesserung der Wasser-Infrastruktur und des Kanalnetzes im 5. Bezirk (mit einem Pilotprojekt bestehend aus ca. 750 Wohnungen). Die Intention ist, dass dieses Projekt in ähnlichen Bereichen nachgeahmt wird. Man hofft, dass durch die verbesserte Abwasserentsorgung eine langfristige gute Gesundheit der Bewohner garantiert werden kann. Das Projekt zielt außerdem auf die Kapazität der Gemeinschaft vor Ort ab, die Probleme gemeinsam zu bearbeiten und eine gemeinsame Lösung zu finden.
Die Hauptbestandteile des Projektes sind:
1. die intersektorale Finanzierung für den Bau des Netzwerkes zur Wasseraufbereitung
2. Ausbildungsprogramme für Leiter von Gruppen über Themen Umwelt und Nachhaltigkeit und
3. die Entwicklung eines Monitoring-Systems, um die Auswirkungen der Programme zu beobachten und das Projekt ggf. in anderen Gebieten zu wiederholen.

Das Projekt ist sehr innovativ, da es darauf abzielt, die gemeinsamen Probleme in der Artikulation von Angebot und Nachfrage auf eine solche Weise zu lösen, die gleichzeitig eine Nachhaltigkeit des Programms auf lange Sicht gewährleistet.
Traditionell wird bei Wasser-Projekten unzureichend auf die wirtschaftliche und soziale Realität der Empfänger der Dienstleistungen geachtet. Die meisten Projekte haben es auch versäumt das Gemeinschaftsgefühl der Gemeinde während des Entwicklungsprozesses zu stärken. Daher haben sich viele Anstrengungen als wenig nachhaltig erwiesen. Dieses Projekt wird hingegen in enger Zusammenarbeit mit der Gemeinde entwickelt.
Ein weiterer innovativer Aspekt des Projektes liegt in dem potentiellen Gebrauch von Certified Emission Reduction Krediten. Studien deuten darauf hin, dass die Verbesserungen der Abwasserbehandlung im Projekt in der Region Alem zu einer Reduzierung der Treibhausgasemissionen führen kann. Die Organisation FPVS versucht somit, die Finanzierung des Projektes durch den Verkauf von Emissionszertifikaten (Certified Emission Reduction credits) über den Mechanismus für umweltverträgliche Entwicklung zu finanzieren. Dies stellt nicht nur eine wichtige Quelle der Finanzierung dar, sondern nützt auch der lokalen Umwelt.

### Schulung und Ausbildung
Die Absicht dieses Vorhabens ist es ein Forum zu schaffen, in dem die lokalen Entwicklungsprozesse, die die Organisation FPVS verwirklicht, organisiert und verbreitet werden. Zu diesem Zweck soll ein Schulungs- und Ausbildungszentrum für kommunale Leiter entstehen, in dem die verschiedenen Ressourcen zusammengebracht werden sollen. Somit kann das Zentrum dazu dienen, die Probleme der Gemeinde auf eine kollaborative Weise zu thematisieren, zu diskutieren und zu analysieren. Die Organisation FPVS hofft, schon vorhandene Ressourcen integrieren und umsetzen zu können und den notwendigen sozialen Entwicklungen somit Antrieb zu verschaffen.

### Programm “Formales Eigentum”
Fast 70 Prozent der armen Familien im Großraum Buenos Aires mangelt es an rechtlich legalen Titeln für ihre Häuser, da bei der Bezahlung der Hypothek nicht alle notwendigen Urkunden und Dokumente ausgestellt wurden. Die Organisationen, die für diese bürokratischen Angelegenheiten zuständig sind, haben die Arbeit aus verschiedenen Gründen eingestellt oder sind Konkurs gegangen.
Das Projekt wurde entwickelt, um die Betroffenen bei der Durchsetzung ihrer Rechte (Gesetz 24,374), zu unterstützen. Ein legaler Besitzesstatus wird denjenigen Personen ermöglicht, die 3 Jahre lang (vor 1992) öffentlichen, friedlichen und kontinuierlichen Betrieb eines Aufenthaltsortes nachweisen können. Ihnen wird dann durch offizielle Rechtsprechung ein legaler Besitzestitel vergeben. Das Gesetz erlaubt den Familien ihren Anspruch auf Eigentum umzusetzen. Die Organisation FPVS wird daran arbeiten, das Bewusstsein für dieses Recht zu erhöhen und auch Unterstützung beim Ausfüllen der erforderlichen Unterlagen zu leisten.

## Auswirkungen
Mit der Durchführung des ersten Erdgas-Projektes konnten die Häuser von fast 3.000 Familien in Moreno (Großraum Buenos Aires) mit einer Gasverbindung ausgestattet werden. Von diesen Familien haben bereits 1000 die Rückzahlung der Treuhandfonds abgeschlossen. Die Gemeindemitglieder, die in dem Projekt als Leiter und Promotoren fungierten, haben eine formelle öffentliche Dienstleistungsgenossenschaft gegründet, um die Verbesserungen in der Nachbarschaft unabhängig weiterzuführen. Die Wahrnehmung der in diesem Projekt kollaborierenden Gasfirma Gas Natural BAN bezüglich der ärmsten Sektoren hat sich zudem gewandelt: die Kunden, die zuvor als „risikoreich“ eingestuft wurden, sind nun zu einer „fähigen Kundschaft“ geworden, mit denen das neue inklusive Geschäftsmodell umgewandelt werden kann.
Das Mikrokredit-Programm zur Verbesserung der Häuser hat in fünf Jahren 8.000 Familien geholfen. Die Investition belief sich auf 12 Millionen US-Dollar.

## Preise
Die Organisation wurde für ihre Arbeit bereits mit zahlreichen Preisen ausgezeichnet. Unter anderem mit den folgenden:

- Development Marketplace Award der World Bank im Jahr 2002

- Banking on Social Change Award von der Organisation Ashoka im Jahr 2008

- Microfinance, Innovation, and Sustainability Award der Giordano Dell’Amore Stiftung im Jahr 2009

## Fundraising
Die Organisation erhält finanzielle Unterstützung von verschiedenen Akteuren und Organisationen, unter anderem von (1) lokalen und internationalen Philanthropen, (2) öffentlichen Mitteln zur Unterstützung spezifischer Projekte, (3) Darlehen zu geringen Zinsen von Banken, die sozial orientierte Investitionen tätigen, (4) Spenden von Privatpersonen sowie (5) interne Ressourcen.
Darüber hinaus hat FPVS Allianzen mit privaten Unternehmen, die technische Expertise, und Produkte stellen, deren Preise unter denen des Marktes liegen und Dienstleistungen sowie finanzielle Unterstützung anbieten. Einige der wichtigsten Unterstützer in der Privatwirtschaft sind Gas Natural BAN, Ferrum FV, die Ford Stiftung, die Inter-American Foundation, und die Bank Supervielle.
Neben wirtschaftlichen Sponsoren erhält die Organisation auch beträchtliche Unterstützung von Privatpersonen. Die FPVS akzeptiert online-Geldspenden als auch Sachspenden wie Büroausstattung.

## Freiwilligenprogramm
FPVS verfügt über ein gut etabliertes Freiwilligen- und Praktikantenprogramm. Dieses gilt vor allem den ausländischen Gästen und Studenten in Buenos Aires, die durch ihre Fähigkeiten einen Beitrag zu der Arbeit in der Organisation leisten. Die Praktikanten arbeiten im Büro, welches sich im Zentrum der Stadt Buenos Aires befindet. Die Arbeitsbereiche sind institutionelle Beziehungen, Recherche, Entwicklung, Monitoring, Systematisierung sowie Transferenz. Es gibt auch Möglichkeiten, im Büro in Moreno zu arbeiten. Allgemein werden von den Freiwilligen und Praktikanten Grundkenntnisse der spanischen Sprache erwartet sowie eine regelmäßige Mitarbeit für mindestens 3 Monate.